# ダイセルミライズ
ダイセルミライズ株式会社は、株式会社ダイセル（旧・ダイセル化学工業株式会社）傘下で化学製品を製造・販売する企業である。株式会社ダイセルの完全出資子会社。本社は東京都港区。

## 概要
法人上の設立は1969年で日本CMC株式会社として発足。その後1991年にニッシ株式会社に社名を変更する。1993年に子会社・セル建材工業株式会社と合併し、ダイセル化成品株式会社と社名を改める。
2001年にダイセル本体のセル・アセチ事業部門を分社化した株式会社ダイセルクラフト（旧・株式会社アートプラス=1986年設立）と合併し、ダイセル化成品を存続企業としてダイセルファインケム株式会社に改められた。
2020年にダイセルポリマー株式会社及びダイセルバリューコーティング株式会社の販売部門の一部を継承し、ダイセルミライズ株式会社に商号変更した。
主な製品に成分化学品、ポリマー、水溶性高分子、樹脂などの業務製品や、家庭用のポリ袋、ゴミ袋の製造・販売がある。